# Astronesthes karsteni
Astronesthes karsteni är en fiskart som beskrevs av Nikolai V. Parin och Borodulina 2002. Astronesthes karsteni ingår i släktet Astronesthes och familjen Stomiidae. Inga underarter finns listade.